# Ecuațiile lui Einstein
Ecuațiile lui Einstein au fost formulate de David Hilbert și Albert Einstein practic concomitent în anul 1915. Ele reprezintă un sistem de ecuații diferențiale neliniare de gradul 2 din care fac parte tensorul metric, tensorul Ricci, scalarul Ricci și tensorul energie-impuls al sursei. Tensorul Ricci se obține din urma tensorului Riemann, care se obține din simbolurile Christoffel, definite de derivate ale componentelor tensorului metric. 
Aceste ecuații fiind rezolvate, cu anumite condiții la limită, ele permit să se obțină soluții particulare, care reprezintă câmpul gravitațional de o simetrie concretă. Există soluții statice, staționare, nestaționare în funcție de dependența sau independența de timp și de forma acestei dependențe, soluții de simetrie plană, sferică, cilindrică, etc. Numărul soluțiilor cunoscute până în prezent întrece miile, dar cele mai importante sunt soluția Schwarzschild, soluția Reissner-Nordström, soluția ce prezintă undele gravitaționale și soluția cosmologică Fridman-Robertson-Walker, care prezintă Universul. 
Ecuațiile de câmp ale lui Einstein (ECE)pot fi scrise astfel:
{\displaystyle R_{\mu \nu }-{1 \over 2}g_{\mu \nu }\,R+g_{\mu \nu }\Lambda ={8\pi G \over c^{4}}T_{\mu \nu }}
unde {\displaystyle R_{\mu \nu }\,} este tensorul Ricci, {\displaystyle R\,}  este scalarul Ricci, {\displaystyle g_{\mu \nu }\,} este tensorul metric, {\displaystyle \Lambda \,} este constanta cosmologică, {\displaystyle G\,} este constanta gravitațională a lui Newton, {\displaystyle c\,} este viteza luminii, și {\displaystyle T_{\mu \nu }\,} este tensorul energie-impuls. Termenul din stânga este echivalent tensorului Einstein {\displaystyle G_{\mu \nu }\,}.